# La Légende de la forêt
Vous lisez un « bon article » labellisé en 2015.
La Légende de la forêt (森の伝説, Mori no densetsu) est un film d'animation japonais réalisé en 1987 par Osamu Tezuka et son studio, Tezuka Productions.
Initialement prévu en quatre mouvements, le film est présenté de manière incomplète en 1988, à l'occasion de la remise du prix Asahi, sous la forme d'une première partie regroupant le premier et le quatrième mouvement. Les deux segments centraux restent inachevés à la mort de Tezuka, en 1989. Makoto Tezuka, fils du réalisateur dirigeant en partie Tezuka Productions, réalise le second mouvement en 2014 sous le titre The Legend of the Forest - Part 2.
Le premier mouvement de l'anime expose la lutte entre un écureuil volant et un bûcheron chasseur. Le second, réalisé par Makoto Tezuka, met en scène l'histoire d'amour de deux libellules en suivant le cours d'une rivière traversant la forêt. Le troisième mouvement, non réalisé, devait présenter la chute de gouttes de pluie. Le quatrième et dernier mouvement met en scène les esprits de la forêt qui tentent de sauver leur environnement des ravages causés par des forestiers.
Le film est entièrement muet et chaque segment est conçu de manière à être synchronisé avec la musique des différents mouvements de la Symphonie no 4 de Piotr Ilitch Tchaïkovski. Inspiré de l'univers de Walt Disney, il constitue également un hommage à l'histoire du cinéma d'animation, tout en s'érigeant en pamphlet artistique doublé d'une prise de position écologiste.

## Synopsis

### Conversation entre les arbres de la forêt
Le film s'ouvre sur le survol d'une grande forêt. Des oiseaux s'enfuient, effrayés par un bûcheron qui coupe un arbre à la tronçonneuse. Un écureuil volant se rue dans l'une des cavités creusées dans le tronc, qui se trouve être le nid où vient de mettre bas sa compagne. Le père transporte ses enfants un par un sur un autre arbre, mais l'un d'eux lui échappe et disparaît en contrebas. N'ayant pas le temps de se laisser aller à son désespoir, il continue de mettre sa progéniture en sûreté.

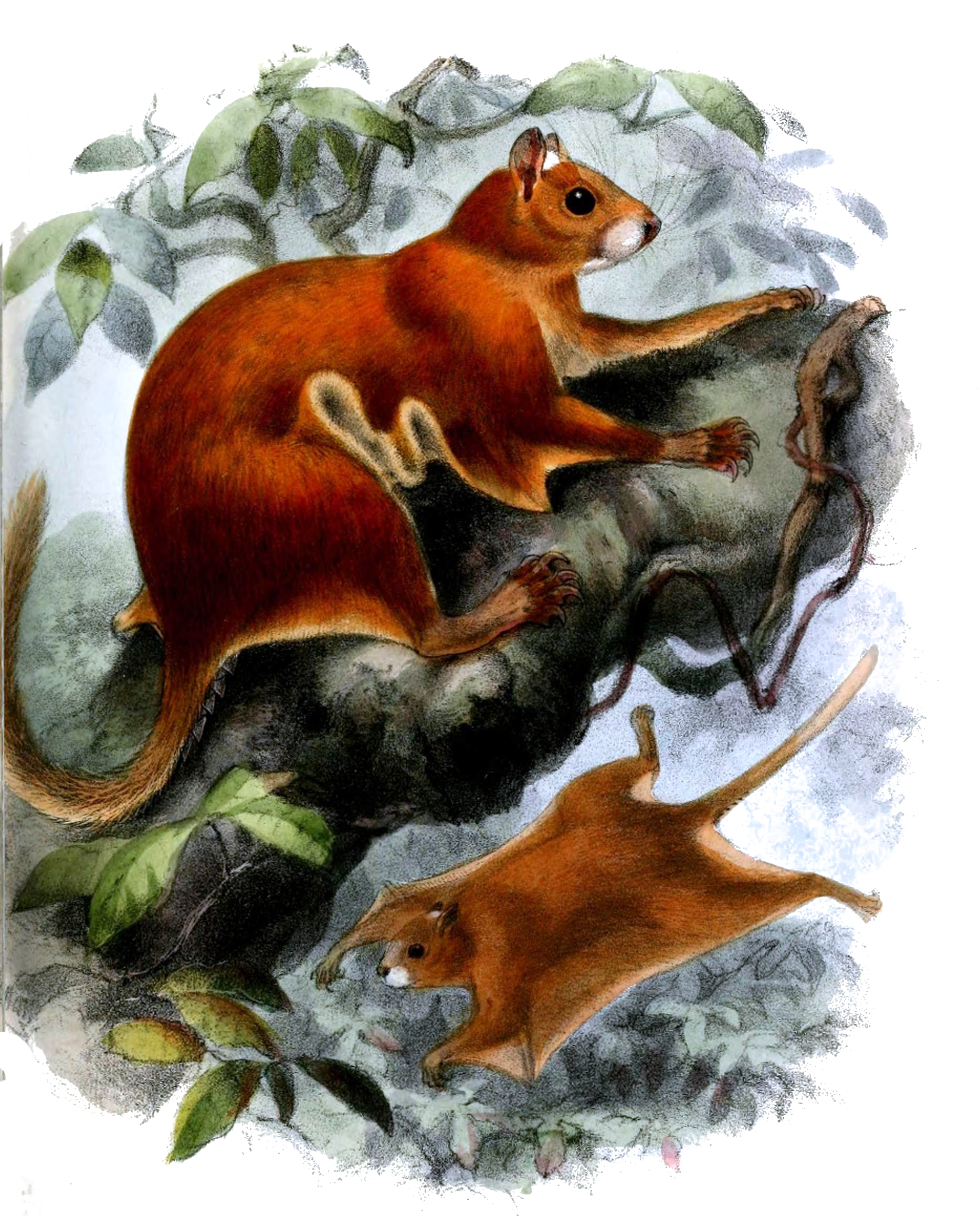
Le personnage principal du premier acte est un écureuil volant.

Un arbre imposant, à visage humain, a cependant reçu le nouveau-né sur l'une de ses feuilles. Il fait tomber de l'eau qui permet à ce dernier de survivre. Les animaux, curieux, sortent de leurs cachettes. L'enfant se met à grandir, bercé et nourri par l'arbre. Devenu capable de se déplacer, le jeune écureuil part à l'aventure, fasciné par la capacité qu'ont les oiseaux de se déplacer dans les airs. Sous les moqueries des autres animaux, il chute en tentant de les imiter, mais s'aperçoit que la peau de ses bras lui permet de planer. Cependant, les oiseaux, mécontents, le saisissent de leurs becs et le tirent en tous sens. L'écureuil se rebelle et commence à chasser ses tourmenteurs, s'aidant de ses griffes et de ses dents. Pour se venger de ses boucs émissaires, il les plume, les éparpille et leur lance des œufs. Cependant, l'arrivée du bûcheron met un terme à sa fureur, et il se cache sous des racines pour ne pas être aperçu. Une fois celui-ci disparu, une faisane, suivie de ses enfants, lui montre les arbres abattus par le forestier.
À ce spectacle, l'écureuil se fâche et se rend à la cabane en bois de ce dernier. Il l'aperçoit à travers la fenêtre, occupé à se nourrir de manière vorace, et découvre par la même occasion la tronçonneuse appuyée contre un mur. Se déplaçant discrètement, il renverse sur l'outil un pot d'une matière noire et visqueuse, la mettant hors d'usage. Le forestier, qui s'est aperçu du sabotage, devient fou de rage et balaye une étagère pour atteindre l'écureuil qui lui fait des grimaces, mais le manque et se couvre de peinture, qui lui créé un maquillage de clown. Il saisit alors un fusil et se précipite à l'extérieur, poursuivant l'animal qui s'est échappé par la fenêtre en volant. Il parvient à le rattraper mais, sur le point de tirer, de la résine coule de la branche d'un arbre et aveugle le chasseur, permettant au rongeur de rejoindre un abri. Pour assouvir sa colère, le chasseur tue la faisane et tire sur la branche salvatrice.
Effondré, l'écureuil sort de sa cachette, mais les autres animaux, le tenant pour responsable de la mort de l'oiseau, l'ignorent, se montrent hostiles, et un volatile lui lâche ses excréments sur la tête. Le rongeur s'isole sur le paratonnerre d'une maison en pierre. Il voit alors une femelle écureuil au pelage mauve arriver en planant, qui lui explique qu'il est dangereux de rester sur l'antenne car la foudre risque d'y tomber et de l'électrocuter. Épouvanté, il la rejoint sur le toit, et reste sidéré devant sa beauté. Commence alors un ballet de séduction où la femelle lui accorde finalement un baiser. Cependant, le chasseur observe la scène et les amoureux, s'apercevant de sa présence, s'enfuient chacun de leur côté. Sortant enfin de son abri, le mâle n'a que le temps de voir son ennemi s'éloigner avec le corps de sa compagne et tombe en sanglots.
La nuit venue, le bûcheron reprend son chantier, provoquant la fuite des animaux de la forêt. Fou de rage, l'écureuil, apercevant la tente du meurtrier, s'y introduit pour voler une fourchette. Grimpant à nouveau sur l'une des plus hautes branches d'un arbre gigantesque, il y plante la fourchette et l'éclair le frappe de plein fouet. Voyant l'arbre s'enflammer, le forestier prend peur et court se réfugier sous sa tente, mais la branche se brise et tombe sur la toile en l'enflammant.

### Romance entre deux libellules
Réalisé par Makoto Tezuka et les studios Tezuka Productions en 2014, le second mouvement est un poème cinématographique suivant « les stades d'évolution d'une rivière, depuis sa naissance dans la montagne jusqu'au moment où elle se jette dans la mer », à travers l'histoire d'amour de deux libellules.

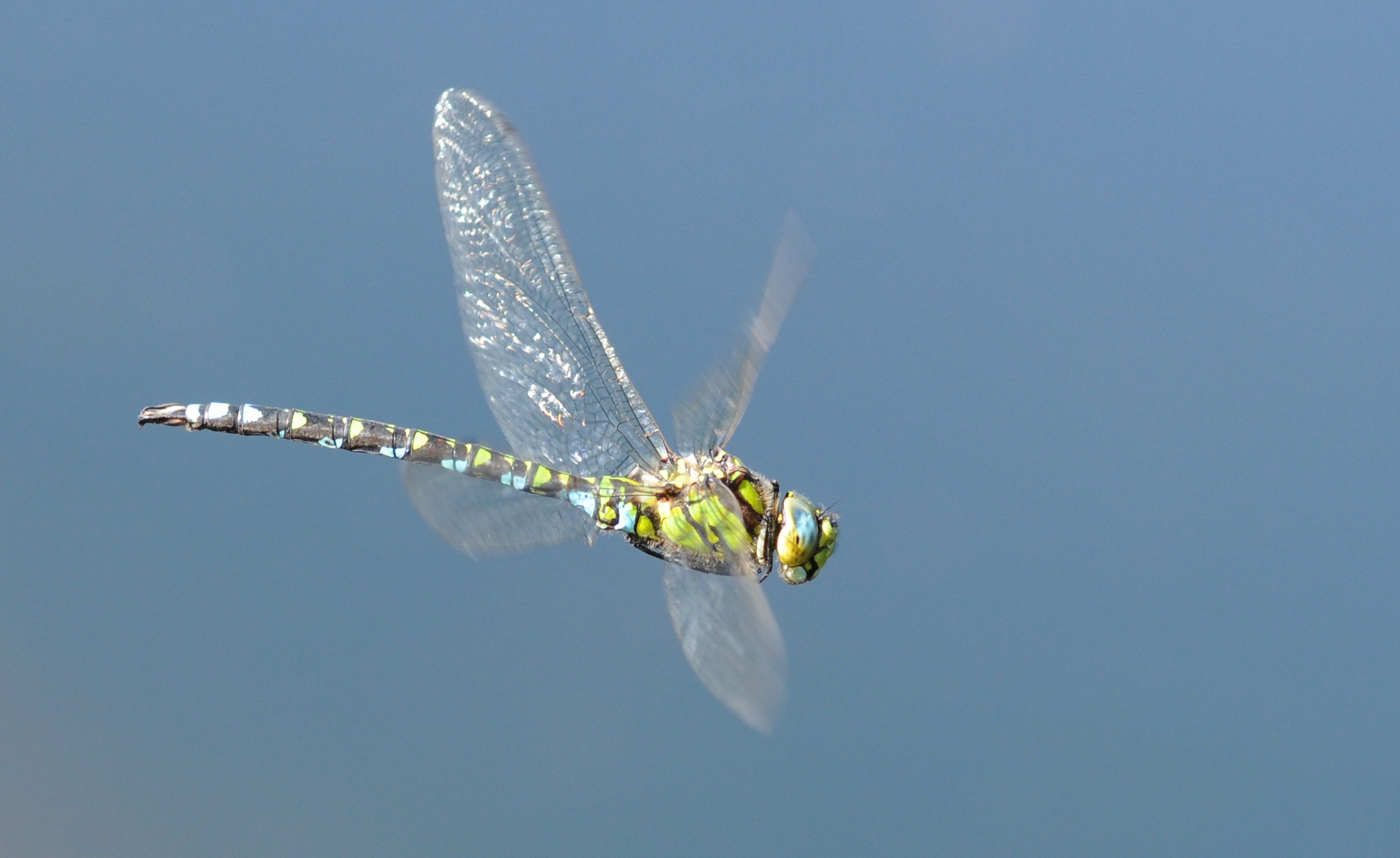
Libellule en vol.

Une libellule anthropomorphique est prise au centre d'une toile d'araignée. Une autre libellule, l'apercevant, tente de la libérer à plusieurs reprises, sans y parvenir. Une araignée approchant, le sauveteur s'envole et défait une branche, qui frappe la toile et fait tomber le prédateur et sa proie. La libellule rebondit sur un champignon et atterrit sur une feuille qui se décroche et chute dans la rivière. Emportée par le courant qui la malmène, la libellule apeurée est ensuite suivie par une grenouille qui essaye de la gober mais est dérangée par l'apparition d'une de ses congénères. La seconde libellule, qui avait suivi le radeau improvisé durant tout ce temps, le rejoint enfin au bas d'une petite cascade. Le couple croise des poissons qui remontent le fil de l'eau et pondent au fond. Une loutre apparaît et, alléchée par les œufs, lance une pierre dans la rivière, qui fait tournoyer la feuille et ses deux passagers. Un serpent lui mord la patte alors qu'elle tente de s'en saisir. La feuille est emportée sous le soleil couchant.
La lune s'est levée, et de nombreux vers luisants volent autour d'un moulin. Les deux libellules passent sous la roue du bâtiment sans mal. La femelle effectue un ballet aérien, mais lorsque le mâle tente de la rejoindre, il s'aperçoit que l'une de ses ailes est déchirée. Il repousse alors sa compagne qui s'envole au loin, puis revient et l'embrasse.
Le matin se lève. La feuille est emportée à nouveau, les deux libellules allongées côte à côte.

### Ballade des gouttes de pluie
Le scénario de la troisième partie, restée inachevée à cause du décès de Tezuka en 1989, a néanmoins été écrit par le mangaka, qui y fait par ailleurs référence dès 1981. Il s'agit d'un épisode sans histoire représentant la chute de gouttes de pluie.

### Sur la colline de l'orage et de l'arc-en-ciel
Le dernier acte s'ouvre sur des pelleteuses et tractopelles en action. Des fées volent à toute vitesse, d'autres chevauchent de petits poissons qui jaillissent hors de l'eau, tandis que des insectes sont balayés par le vent et que des œufs chutent de leurs nids. Des champignons courent en tous sens, des renards bondissent hors des fourrés mais se font happer par les mâchoires d'acier des machines. Des arbres sont abattus par une armée de bûcherons équipés de tronçonneuses, des piliers servant à transporter les troncs par câble sont érigés, sous la direction d'un maître de chantier caricaturé sous les traits d'Adolf Hitler.
Au plus profond de la forêt, les feux follets, chauves-souris et lapins rejoignent les êtres magiques et les animaux réunis dans une clairière. Un nain ressemblant à une figurine de jardin sortant d'un ent est aussitôt pris à partie par des animaux mécontents et menaçants, qui font mine de mettre en lambeaux des mannequins aux formes humaines. Une fée tente de calmer leurs ardeurs guerrières en faisant amener un pot de fleurs contenant un rosier, qu'elle donne à un arbre à forme humaine pour expliquer qu'une issue pacifique est encore possible, mais les réactions sont partagées. Un elfe transforme un des mannequins en âne, en suggérant de faire de même pour tous les forestiers, mais les ânes protestent énergiquement, mettant le jeune magicien dans l'embarras. Une sorcière propose de leur offrir une pomme, mais des asticots surgissant de fruits suspendus dans les arbres se récrient. Des arbres, des fantômes, des faunes se disputent, mais des arbres s'abattent au milieu de l'assemblée et les ouvriers envahissent la forêt, provoquant la fuite de ses habitants et la désertification de leur environnement.

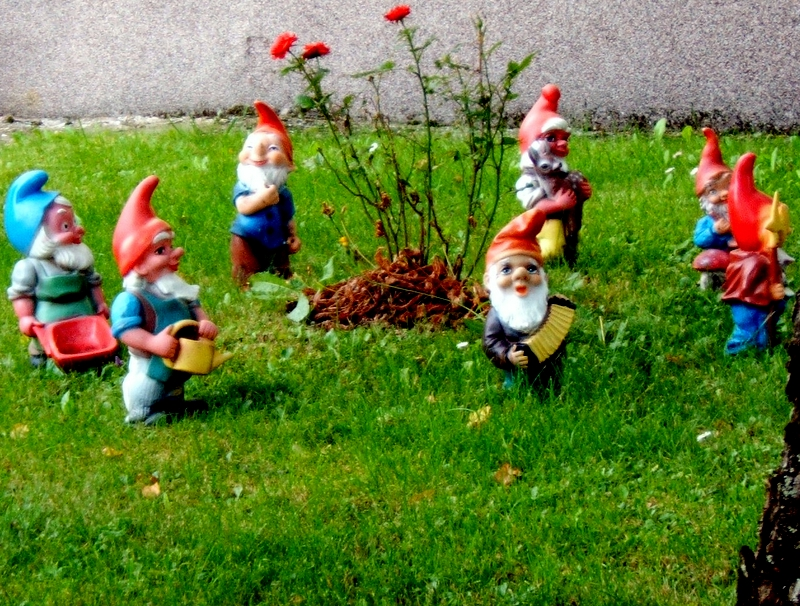
Sept nains tentent de raisonner l'entrepreneur qui détruit la forêt en lui offrant une rose.

Sept nains cheminent à travers les bois, éclairant leur route à l'aide de lucioles contenues dans des fleurs en forme de cloches. Ils transportent le rosier en pot jusqu'au campement des hommes mais, à la vue de la désolation qui s'offre à leurs yeux, ils prennent peur et perdent l'équilibre, dégringolant la colline sur laquelle ils se tenaient. Le pot leur échappe mais ils parviennent à le récupérer. Ils traversent une étendue de souches jusqu'à arriver devant un bâtiment fortement éclairé, ressemblant à un visage menaçant. Entourés des silhouettes inquiétantes des bulldozers, les nains attendent l'apparition du maître de chantier, à qui ils offrent la fleur. Ils lui expliquent qu'il vaut mieux planter que couper les végétaux afin de répandre l'amour et de permettre à la vie de s'épanouir. Mais lorsqu'une colombe transformée en fée lui dépose un baiser sur la bouche, le contremaître, rentrant en fureur, crache des flammes, jette le pot à terre et piétine son contenu, sous les regards épouvantés des sept ambassadeurs. Une tête de pelleteuse s'abat, réduisant ces derniers en poussière. D'abord interrogateur, le chef de chantier allume un cigare d'un air satisfait et s'en retourne vers le baraquement.
Des paillettes s'élèvent des silhouettes des nains écrasés, et le vent emporte leur poussière. La tête des tractopelles s'affaisse et le chantier replonge dans l'obscurité. Cependant, le tas de terre où repose la rose frémit, et une pousse s'en élève, qui grandit à une vitesse prodigieuse, entourant les escaliers de fer, s'insinuant dans les conduits de ventilation, renversant les livres et, entourant le contremaître dans son lit, l'enserre et s'enfonce dans sa gorge. Maintenant aussi grand qu'un arbre, le plant arrache les pylônes, pousse les manettes des pelleteuses, les mettant à bas, et fait tomber les outils entreposés. Des fleurs poussent le long de certaines lianes, tandis que d'autres rattrapent des ouvriers s'enfuyant et les étranglent. Des racines perforent le plancher du bâtiment, font tomber les étagères, arrachent le panneau du village-chantier. Les fleurs éclosent de partout et la mousse recouvre les engins mécaniques.

## Fiches techniques
- Titre : La Légende de la forêt
- Titre original : 森の伝説 (Mori no densetsu)
- Musique : Symphonie no 4 de Piotr Ilitch Tchaïkovski
  - Interprétée par l'Orchestre symphonique de Tokyo dirigé par Ken'ichirō Kobayashi

### Première partie

#### Informations techniques
- Réalisation : Osamu Tezuka, Takashi Ui
- Scénario : Osamu Tezuka
- Directeur artistique : Masami Saito
- Directeur sonore : Takashi Ui
- Durée : 19 minutes (premier mouvement), 10 minutes (quatrième mouvement)[5]
- Dates de sortie :
  -  Japon : 13 février 1988 (prix Asahi) / 2003 (remasterisé, sortie IMAX)[4]
  -  France : 27 novembre 2002
  -  Italie : 15 janvier 2003 (Future Film Festival)[6]

#### Équipe technique
- Décors : Setsuko Ishizu, Kazushige Takato, Mieko Chijinami
- Dessin : Masaki Yoshimura, Junji Kobayashi, Shinji Seya, Toshi Noma, Teruo Handa, Yoshiaki Kawajiri, Yoshinori Kanamori, Shinichi Suzuki
- Animation : Naoko Kitamura, Takashi Okamura, Atsushi Ishiguro
- Illustrations : Masaki Katori
- Vérification : Kano Kaoru
- Color Design : Rika Fujita
- Effets spéciaux : Takashi Maekawa
- Premier assistant opérateur : Masaaki Fujita
- Effets sonores : Shizuo Kurahashi
- Montage : Harutoshi Ogata
- Producteur : Takayuki Matsutani
- Assistant Producteur : Minoru Kubota

### Deuxième partie

#### Informations techniques
- Scénario : Osamu Tezuka
- Réalisation : Makoto Tezuka
- Durée : 11 minutes[1]
- Dates de sortie :
  -  Japon : 21 août 2014 (Festival international du film d'animation d'Hiroshima)
  -  États-Unis : 21 février 2015 (Japan Society, New York)

#### Équipe technique
- Planification : Takayuki Matsutani, Yoshihiro Shimizu
- Producteur : Sumio Udagawa
- Character design / directeur de l'animation : Akio Sugino
- Art et Design / Directeur artistique : Jirō Kōno
- Storyboard : Makoto Tezuka
- Image originale : Akio Sugino, Miura Nana, Yamada Momoko, Takashi Shinohara, Masateru Yoshimura, Junji Kobayashi, Miyuki Katayama

## Production

### Origine
Le projet de La Légende de la forêt remonte à 1971, alors qu'Osamu Tezuka souhaite réaliser un ambitieux long-métrage d'animation capable de rivaliser avec ceux des studios Disney. Le premier mouvement est inspiré de l'histoire Musa l'écureuil volant (モモンガのムサ, Momonga no musa) de Tezuka parue dans le magazine Weekly Shōnen Jump du 22 novembre 1971 puis publiée au format relié dans le tome 3 des Histoires pour tous, au Japon par Shūeisha en 1999 et en France par Delcourt/Akata en 2006.
Les quatre segments, Conversation entre les arbres de la forêt (森の木の対話, Mori no ki no taiwa), Romance entre deux libellules (二ひきのかげろうの恋物語, Nihiki no kagerō no koimonogatari), Ballade des gouttes de pluie (雨のしずくのバラード, Ame no suzuku no barādo) et Sur la colline de l'orage et de l'arc-en-ciel (嵐と虹の丘にて, Arashi to niji no oka nite), doivent être synchronisés avec les quatre mouvements de la Symphonie no 4 de Piotr Ilitch Tchaïkovski, à la manière des Silly Symphonies ou de Fantasia. Tezuka s'était déjà essayé à l'exercice en 1966 avec l'un de ses précédents films d'animation expérimentaux, Tableaux d'une exposition, qui prend pour bande sonore la musique éponyme de Modeste Moussorgski.
Cependant, les déboires financiers du studio Mushi Production, qui fait faillite en 1973, empêchent la réalisation du projet, alors que les grandes lignes en sont tracées. Tezuka parachève le scénario au début des années 1980, mais il faut attendre quelques années avant que la production du film par son autre studio, Tezuka Productions, ne débute réellement. Néanmoins, l'état de santé du réalisateur s'aggravant, il est décidé de projeter l'œuvre inachevée à l'occasion de la remise du prix Asahi, le 13 février 1988, seuls les premier et quatrième mouvements ayant été terminés au 18 décembre 1987.

### Postérité

Graphie originale de la deuxième partie de La Légende de la forêt.

En 2008, le fils d'Osamu Tezuka, Makoto Tezuka, un des directeurs du studio Tezuka Productions, annonce lors du 12e festival international du film d'animation d'Hiroshima son désir de produire les deuxième et troisième mouvements, écrits par son père mais non réalisés, afin de compléter le film,. Makoto Tezuka s'est principalement servi des notes de production laissées par Osamu Tezuka, et a recherché un style d'animation plus japonais que les autres segments,.
Après six ans de réalisation, avec une interruption due au séisme de 2011 du Tōhoku, la deuxième partie, correspondant au second mouvement de la symphonie de Tchaïkovski, est achevée et présentée le 21 août 2014 en première mondiale lors du 15e festival d'Hiroshima, soit vingt-cinq ans après la mort de Tezuka en 1989, vingt-sept ans après la première diffusion de l'œuvre inachevée et trente ans après que le mangaka ait remporté le premier Grand prix de ce festival pour Le Film cassé en 1985,. Le segment est diffusé parmi d'autres courts-métrages de Tezuka au Brillia Short Shorts Theater de Yokohama du 5 septembre au 14 septembre 2014,. Les deux parties sont également présentées en première américaine à la Japan Society de New York, le 21 février 2015.

## Diffusion

### Diffusion japonaise et mondiale
Le premier et le quatrième mouvement de La Légende de la forêt sont diffusés pour la première fois lors de la remise du prix Asahi sous le titre Legend of the Forest - Part 1, le 13 février 1988.
En 2003, le film bénéficie d'un remastering et d'une nouvelle sortie sur écrans IMAX au Japon. Il est diffusé la même année en Italie, le 15 janvier 2003, dans le cadre du Future Film Festival.
En 2007, plusieurs films d'animation de Tezuka, dont La Légende de la forêt, sont rendus disponibles au téléchargement légal sur le site iTunes américain. Les mêmes titres sont disponibles sur la plateforme streaming de Yahoo! au Japon.
En 2009, l'éditeur américain The Right Stuf (en) édite un DVD, The Astonishing Work of Tezuka Osamu, comprenant la plupart des courts-métrages expérimentaux d'Osamu Tezuka. L'œuvre est également licenciée par Madman Entertainment en Australie.
En 2012, le site web Viki (en) ouvre la chaîne YouTube « TezukaAnime » sur laquelle plus de cent épisodes d'anime produits par Osamu Tezuka sont disponibles en streaming, dont La Légende de la forêt parmi les 13 films expérimentaux d'Osamu Tezuka. Le film est également disponible en version originale sous-titrée en neuf langues sur le site de Viki.

### Diffusion française
Le film original sort en France le 27 novembre 2002, accompagné de quatre autres courts-métrages d'animation expérimentaux des studios Mushi Production et Tezuka Productions : La Sirène, La Goutte, Le Film cassé et Le Saut. Malgré une diffusion discrète dans six salles pour un total de 7 378 entrées, cette sélection reçoit un accueil critique élogieux qui confirme l'importance patrimoniale de l'œuvre de Tezuka,. Elizabeth François de Chronic'art note par exemple que « des années après le décès de Tezuka en 1989, ses films n'ont rien perdu de leur pertinence ni de leur superbe consacrant le talent encore inégalé d'un des plus glorieux héros de la bande dessinée ». François Gorin de Télérama souligne pour sa part la « maestria soufflante avec laquelle le vieux maître glisse d'un style graphique à l'autre ».
En 2005, Les Films du Paradoxe éditent le DVD 8 films d'Osamu Tezuka qui réunit les cinq courts-métrages projetés ainsi que les Histoires du coin de la rue, les Tableaux d'une exposition et Autoportrait.
La première partie du film est régulièrement au programme de festivals ou de rétrospectives. Elle est notamment présentée à Paris lors du festival Planète Manga en février 2012 et Mon Premier Festival en novembre 2012, au Premier Festival Manga du Bourget en novembre 2013 ou encore à l'Institut Lumière de Lyon en mai 2014.

## Distinctions
La première partie du film est récompensée par trois prix en 1988 : le prix Noburō Ōfuji du prix du film Mainichi, le prix du jury enfant dans la catégorie « court-métrage » au Festival du film pour la jeunesse de Bourg-en-Bresse et le prix CIFEJ de l'Animafest Zagreb.

## Analyse

### Influence de Disney
Osamu Tezuka, grand admirateur de Walt Disney, désirait rendre hommage au maître américain de l'animation en reprenant la forme des Silly Symphonies : « Ce film est un hymne à la nature, mais aussi un hommage à l'œuvre immense de Walt Disney. Walt Disney a joué un rôle capital dans l'histoire du cinéma d'animation, au point que l'on peut parler des ères « pré » et « post » Disney. » Les deux hommes se seraient rencontrés en 1964 à l'occasion de la Foire internationale de New York, et le mangaka s'est inspiré du style de Disney à de nombreuses reprises dans ses œuvres antérieures, notamment en ce qui concerne son dessin animalier. Les traits de l'écureuil volant de la première partie évoquent ceux de Tic et Tac, les tamias créés en 1943, tandis que les sept nains de la quatrième partie rappellent les personnages de Blanche-Neige et les Sept Nains, réalisé en 1937.

Cette estime est réciproque, puisque Walt Disney aurait déclaré en 1965 : 

« J'aimerais énormément réaliser un film sur un sujet aussi novateur qu'Astro Boy. Des séries comme celle-ci et Le Roi Léo sont formidables. Tezuka est un grand créateur, un grand cinéaste, il faudrait qu'un jour nous puissions travailler sur un projet commun. Je suis certain que le résultat serait formidable. »

### Un hommage à l'histoire de l'animation

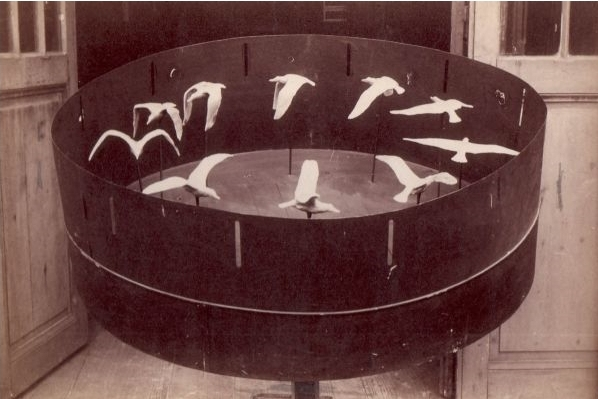
Un zootrope de 1887 présentant des figurines de goélands en relief.

Le premier mouvement rend hommage à l'histoire du cinéma d'animation et à ses techniques. Plusieurs procédés traditionnels et modernes d'animation sont successivement utilisés de manière globalement chronologique,, :
- le mouvement rendu par l'animation en volume, créé par le seul montage ;
- l'utilisation d'un zootrope pour créer du mouvement, filmé par-dessus, évoquant un phénakistiscope, puis à travers l'une des fentes ;
- l'animation minimaliste, en contours blancs sur fond noir, puis noir sur fond blanc ;
- l'utilisation de la 3D ;
- le passage à la couleur, lors de la mort de la faisane, puis à l'animation moderne typique de Disney ou des anime japonais contemporains.

Le quatrième mouvement mêle quant à lui plusieurs techniques traditionnelles d'animation limitée inspirées par les studios d'animation UPA et Hanna-Barbera, avec un trait anguleux et des couleurs vives rappelant Fantasia de Disney.
Samuel Blumenfeld dans Le Monde considère que le premier mouvement « évoque le style d'Émile Cohl, fondé sur une succession de plans fixes, dynamisés par le montage. [Le quatrième mouvement] reproduit le style de l'âge d'or de Disney, des Silly Symphonies à Dumbo et Bambi ». Ursula K. Heise identifie plusieurs styles d'animation tout au long de l'œuvre : Walt Disney bien sûr, Émile Cohl, Winsor McCay, Max Fleischer et Dave Fleischer.
Tezuka devait employer d'autres techniques dans les deux segments centraux : le second devait être réalisé dans le style de Disney, avec l'utilisation du système multiplan à l'image de Blanche-Neige et les Sept Nains, Pinocchio, Fantasia et Bambi, tandis que le troisième devait être un hommage au cinéma d'animation expérimental de Norman McLaren et utiliser le dessin sur négatif.
Pour ces effets stylistiques et plastiques, l'œuvre est souvent présentée comme expérimentale, bien que certains critiques préfèrent la considérer comme un film d'auteur, par opposition aux productions commerciales de Tezuka,.

### Un pamphlet écologiste et artistique
La protection de l'environnement est une des causes les plus chères à Tezuka. La lutte de la nature contre les ravages que lui cause l'homme est l'un des thèmes récurrents de son œuvre, notamment traité dans Le Roi Léo ainsi que dans ses différents films d'auteur, à l'origine du mouvement d'intérêt pour la nature et l'écologie qui occupe une place importante dans la filmographie de nombreux réalisateurs d'anime, tel que Hayao Miyazaki. La Légende de la forêt est ainsi considéré par Les Inrockuptibles comme un « hymne panthéisto-écolo stigmatisant la destruction de la forêt ». La folie de la déforestation est soulignée par la figure de l'entrepreneur en chef représenté de manière caricaturale sous les traits d'Adolf Hitler.
Cette démonstration de virtuosité artistique constitue également une critique des techniques modernes d'animation. Par l'utilisation d'un grand nombre de références à l'histoire du cinéma d'animation, Tezuka condamne la mauvaise qualité d'une grande partie des productions animées de cette époque. Paradoxalement, lui qui avait contribué avec son studio Mushi Production au développement des techniques d'animation limitée afin de réduire les coûts de production de leurs anime se justifie de ces influences dans une note d'intention publiée en 1987 :

« Les ravages que font les récentes technologies d'animation limitée (standard ne comprenant que de 6 à 12 images par seconde) me sont insupportables. Ce film centré sur Disney est une parodie de l'évolution des techniques du cinéma d'animation de ses origines à nos jours. La première partie évoquera l'expression dynamique de la peinture, le style d'Émile Cohl dans l'esprit de Fantoche, les Silly Symphonies, les techniques employées pour donner vie à Gertie le dinosaure ainsi que les débuts des frères Fleischer et du cinéma d'animation en couleurs. »